# Leonhard Stöckel

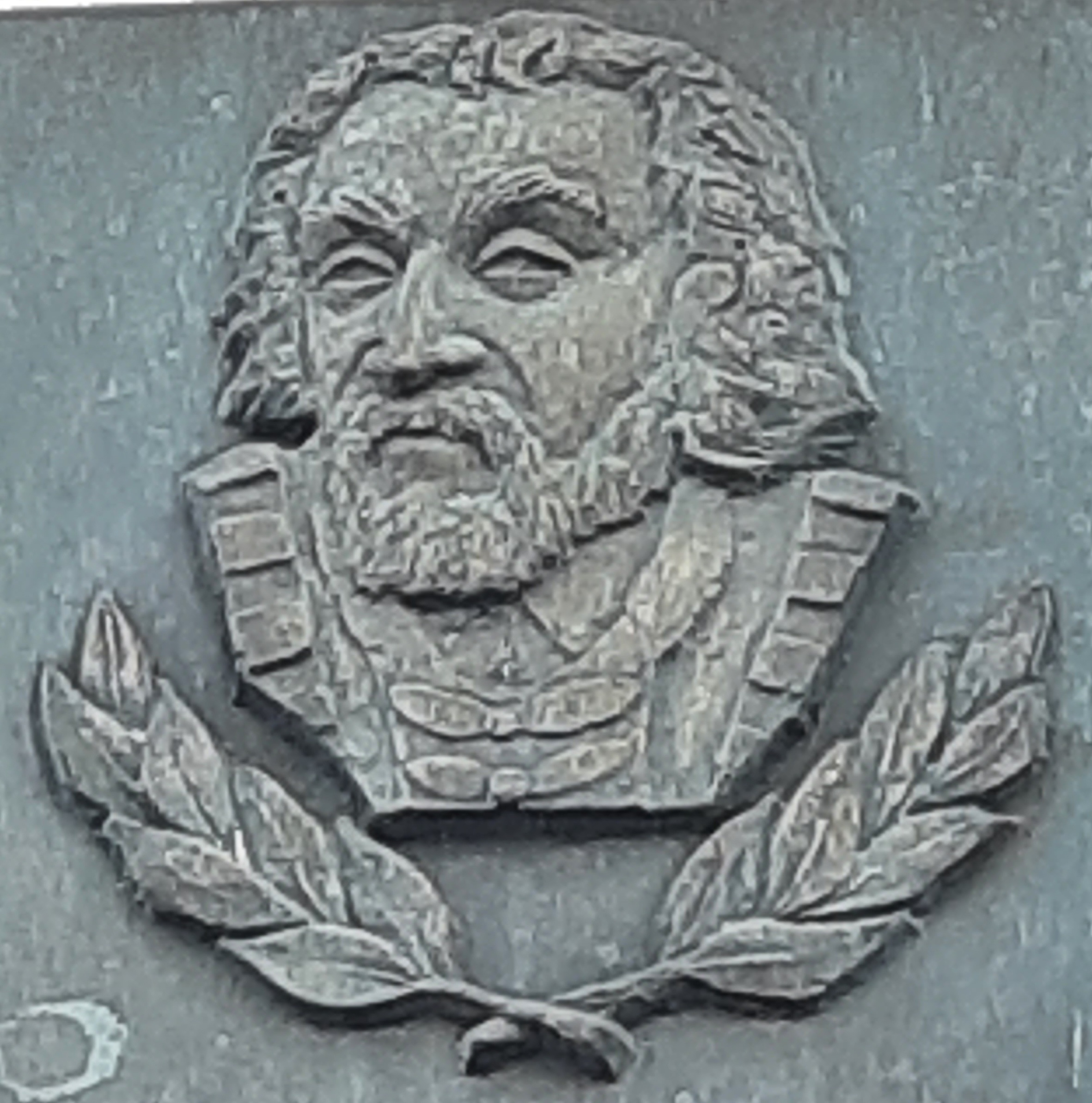

Leonhard Stöckel (* um 1510 in Bartfeld / Königreich Ungarn, heute: Bardejov / Slowakei; † 7. Juni 1560 in Bardejov) war ein deutscher Dramatiker, Pädagoge und Reformator.

## Leben
Der Sohn eines Grobschmiedes besuchte zunächst die Schule seiner Heimatstadt, bevor er sich in Kaschau und Breslau auf ein Studium vorbereitete. Vom Wintersemester 1531 an besuchte er die Universität Wittenberg, wo er unter anderem Philipp Melanchthon und Martin Luther kennenlernte. Im Anschluss an sein Studium kehrte er in seine Heimatstadt zurück und wurde 1539 Rektor des Gymnasiums seiner Heimatstadt. In dieser Funktion entwickelte sich der ausgezeichnete Pädagoge zu einem fruchtbaren Schriftsteller und einflussreichen Ratgeber bei kirchlichen Versammlungen. Schon im Folgejahr setzte er für die Schule das erste Regelwerk auf: „Die Gesetze der Bardejover Schule“. Das unter dem Titel „Leges scholae Bartfensis“ erschienene Werk ist das älteste seiner Art in der Slowakei. Stöckel wurde als Erneuerer des Schulwesens „Praeceptor Hungariae“ genannt.
Zudem ist er auch als Dramatiker mit der 1553 veröffentlichten Aufführung des Terenzischen Eunuchus in lateinischer Sprache bekannt geworden. Diesem Werk schlossen sich das deutsche Spiel von Kain und Abel, eine Comedia incontinentis et per legem Mösts damnati filii, außerdem für 1555 und 1558 ein Josephsdrama, 1556 eine germanica comoedia viduc und 1559 eine Susanna in deutscher Sprache unter dem Titel „Historia von Susanna in Tragedien weise gestellet“ (erschienen in Wittenberg 1559) an. Durch ein beigefügtes Epigramm wird Susanna als von Papst und Türken bedrohte Kirche gedeutet. Das Drama erhielt sich in einer Prosaversion als Volksschauspiel bis ins 19. Jahrhundert.
1546 bekannten sich die fünf oberungarischen königlichen Freistädte, zusammengeschlossen im Städtebund Pentapolitana, Bartfeld (Bardejov), Eperies (Prešov), Kaschau (Košice), Zeben (Sabinov) und Leutschau (Levoča) zur von Wittenberg ausgehenden Reformation und bildeten ein eigenes, für die Ordination zuständiges Dekanat.
Im Rahmen dieser Ausformung der evangelischen Kirche in Oberungarn wurde Stöckel beauftragt, die Confessio Pentapolitana, das ungarische evangelische Glaubensbekenntnis, auszuarbeiten, das sich an die Confessio Augustana und an die Apologie der Confessio Augustana anlehnt. Jenes ungarische evangelische Glaubensbekenntnis der Freistädte diente den anderen, mehrheitlich von Deutschen bewohnten oberungarischen Städten als Vorbild.

## Familie
Leonhard Stöckels Sohn Johannes Stöckelius (* um 1540/45; † um 1595) aus Bartfeld wurde 1561 in Wittenberg immatrikuliert, war Diakon in Bela (Spišská Belá) bei Valentin Hortensius (Gärtner) und 1570, 1579 Pfarrer in Georgenberg (Spišská Sobota; Mons Georgii) in der Zips. Dessen Bruder David Stöckel (* um 1545/50; † nach 1580) aus Bartfeld wurde 1567 in Wittenberg immatrikuliert und war Konrektor in Neusohl (Banská Bystrica) und 1580 Pfarrer in Schemnitz (Banská Štiavnica). Leonhardus Stöckelius Iunior (* um 1555/60; † nach 1596) aus Bartfeld wurde 1577 in Wittenberg immatrikuliert, gab 1596 Predigten seines Vaters heraus. Die Tochter Anna Stöckel († vor 1580) heiratete den Bartfelder Lehrer Thomas Faber (1532–1595) aus Neusohl, weitere Töchter waren Dorothea Stöckel († nach 1560) und Fides Stöckel († nach 1560). Der Enkel Johann Stoeckel aus Epperies (Prešov), 1650 Studium in Danzig, war 1652 Rektor der Schule, später Notarius, Ratsherr und Stadtrichter in Zeben, ein weiterer Enkel Johann Stöckl 1635 bis 1663 Pfarrer in Leibitz (Ľubica).